# Martin Dúbravka
Martin Dúbravka (Žilina, 15 gennaio 1989) è un calciatore slovacco, portiere del Burnley e della nazionale slovacca.

## Biografia
Fidanzato con Lucia, da lei ha avuto un figlio nel 2021.

## Caratteristiche tecniche
Dúbravka è un portiere abile nel giocare con i piedi.

## Carriera

### Club

#### Gli inizi allo Žilina
Prodotto del vivaio dello Žilina, debutta in prima squadra il 26 maggio 2009, a poco più di vent'anni, nel match casalingo contro il Dubnica (5-2).
Nella stagione successiva, complice la cessione del titolare del ruolo, Dušan Perniš, agli scozzesi del Dundee Utd, diviene stabilmente titolare della formazione gialloverde, con cui si laurea campione di Slovacchia subendo 12 reti in 26 partite. L'anno seguente disputa tutte le sei partite della fase a gironi della Champions League, dopo averne disputate altrettante nei turni preliminari tra cui il doppio confronto decisivo contro lo Sparta Praga, nel quale resta imbattuto sia all'andata che al ritorno.

#### Esbjerg, Sloval Liberec e Sparta Praga
Nel gennaio 2014 il portiere passa all'Esbjerg, firmando un contratto di tre anni e mezzo.
Il 27 luglio 2016 stipula un contratto annuale con lo Slovan Liberec.
Il 12 giugno 2017 firma per lo Sparta Praga.

#### Newcastle Utd e parentesi al Manchester United
Il 31 gennaio 2018 viene acquistato in prestito oneroso da 2 milioni di euro dalla squadra inglese del Newcastle Utd. L'11 febbraio seguente fa il suo debutto con il club partendo titolare nel successo per 1-0 contro il Manchester Utd, aiutando la sua squadra a vincere. Da lì in poi diventa il titolare della porta dei Magpies, tanto che a fine stagione viene riscattato per 4 milioni di euro e firma un contratto fino al 30 giugno 2022. Negli anni successivi continua a essere il portiere titolare del club, per poi non esserlo più in pianta stabile a causa di alcuni infortuni a partire dal 2020.
Il 1º settembre 2022 si trasferisce in prestito al Manchester Utd per fare da secondo a David De Gea. Esordisce con la nuova maglia il 10 novembre seguente, nella sfida di Carabao Cup vinta 4-2 contro l'Aston Villa; al contempo diventa il primo calciatore slovacco a vestire la maglia dei Red Devils.
Il 1º gennaio 2023 viene richiamato dai Magpies.

#### Burnley
Il 7 agosto 2025 viene acquistato a titolo definitivo dal Burnley, neopromosso in Premier League, firmando un contratto annuale.

### Nazionale
Milita nella selezioni slovacche Under-19 e Under-21 difendendone i pali rispettivamente in 6 e 12 occasioni.
Viene convocato per la prima volta in nazionale maggiore nell'ottobre 2010 in occasione della doppia sfida contro Armenia e Irlanda valida per le qualificazioni all'Europeo 2012, senza scendere in campo. L'esordio arriva quattro anni dopo, nell'amichevole Slovacchia-Montenegro (2-0) disputata il 22 maggio 2014.

## Statistiche

### Presenze e reti nei club
Statistiche aggiornate al 7 agosto 2025.
| Stagione             | Squadra              | Campionato           | Campionato | Campionato | Coppe nazionali | Coppe nazionali | Coppe nazionali | Coppe continentali | Coppe continentali | Coppe continentali | Altre coppe | Altre coppe | Altre coppe | Totale | Totale |
| Stagione             | Squadra              | Comp                 | Pres       | Reti       | Comp            | Pres            | Reti            | Comp               | Pres               | Reti               | Comp        | Pres        | Reti        | Pres   | Reti   |
| -------------------- | -------------------- | -------------------- | ---------- | ---------- | --------------- | --------------- | --------------- | ------------------ | ------------------ | ------------------ | ----------- | ----------- | ----------- | ------ | ------ |
| 2008-2009            | Žilina               | SL                   | 1          | -2         | CS              | 0               | 0               | CU                 | 0                  | 0                  | -           | -           | -           | 1      | -2     |
| 2009-2010            | Žilina               | SL                   | 26         | -12        | CS              | 0               | 0               | UEL                | 0                  | 0                  | -           | -           | -           | 26     | -12    |
| 2010-2011            | Žilina               | SL                   | 24         | -20        | CS              | 1               | -3              | UCL                | 12                 | -22                | SS          | 1           | -1          | 38     | -46    |
| 2011-2012            | Žilina               | SL                   | 8          | -7         | CS              | 0               | 0               | UEL                | 2                  | -3                 | -           | -           | -           | 10     | -10    |
| 2012-2013            | Žilina               | SL                   | 26         | -19        | CS              | 5               | -7              | UCL                | 2                  | -2                 | -           | -           | -           | 33     | -28    |
| 2013-gen. 2014       | Žilina               | SL                   | 13         | -17        | CS              | 0               | 0               | UEL                | 6                  | -9                 | -           | -           | -           | 19     | -26    |
| Totale Žilina        | Totale Žilina        | Totale Žilina        | 98         | -77        |                 | 6               | -10             |                    | 22                 | -36                |             | 1           | -1          | 127    | -124   |
| gen.-giu. 2014       | Esbjerg              | SL                   | 15         | -10        | CD              | -               | -               | UEL                | 2                  | -4                 | -           | -           | -           | 17     | -14    |
| 2014-2015            | Esbjerg              | SL                   | 33         | -45        | CD              | 3               | -4              | UEL                | 4                  | -3                 | -           | -           | -           | 40     | -52    |
| 2015-2016            | Esbjerg              | SL                   | 18         | -37        | CD              | 1               | -1              | -                  | -                  | -                  | -           | -           | -           | 19     | -38    |
| Totale Esbjerg       | Totale Esbjerg       | Totale Esbjerg       | 66         | -92        |                 | 4               | -5              |                    | 6                  | -7                 |             | -           | -           | 76     | -104   |
| 2016-2017            | Slovan Liberec       | 1L                   | 28         | -28        | CR              | -               | -               | UEL                | 9                  | -10                | -           | -           | -           | 37     | -38    |
| 2017-gen. 2018       | Sparta Praga         | 1L                   | 11         | -7         | CR              | 2               | -2              | UEL                | 2                  | -3                 | -           | -           | -           | 15     | -12    |
| gen.-giu. 2018       | Newcastle Utd        | PL                   | 12         | -11        | FACup+CdL       | 0               | 0               | -                  | -                  | -                  | -           | -           | -           | 12     | -11    |
| 2018-2019            | Newcastle Utd        | PL                   | 38         | -48        | FACup+CdL       | 0               | 0               | -                  | -                  | -                  | -           | -           | -           | 38     | -48    |
| 2019-2020            | Newcastle Utd        | PL                   | 38         | -58        | FACup+CdL       | 1+0             | -1              | -                  | -                  | -                  | -           | -           | -           | 39     | -59    |
| 2020-2021            | Newcastle Utd        | PL                   | 13         | -19        | FACup+CdL       | 1+0             | -2              | -                  | -                  | -                  | -           | -           | -           | 14     | -21    |
| 2021-2022            | Newcastle Utd        | PL                   | 26         | -35        | FACup+CdL       | 1+0             | -1              | -                  | -                  | -                  | -           | -           | -           | 27     | -36    |
| 2022-gen. 2023       | Manchester Utd       | PL                   | 0          | 0          | FACup+CdL       | 0+2             | -2              | UCL                | 0                  | 0                  | -           | -           | -           | 2      | -2     |
| gen.-giu. 2023       | Newcastle Utd        | PL                   | 2          | -1         | FACup+CdL       | 1+0             | -2 + -0         | -                  | -                  | -                  | -           | -           | -           | 3      | -3     |
| 2023-2024            | Newcastle Utd        | PL                   | 23         | -42        | FACup+CdL       | 4+2             | -3 + -1         | UCL                | 1                  | -2                 | -           | -           | -           | 4      | -9     |
| 2024-2025            | Newcastle Utd        | PL                   | 10         | -12        | FACup+CdL       | 2+4             | -3 + -1         | -                  | -                  | -                  | -           | -           | -           | 16     | -16    |
| Totale Newcastle Utd | Totale Newcastle Utd | Totale Newcastle Utd | 162        | -225       |                 | 18              | -16             |                    | 1                  | -2                 |             | -           | -           | 181    | -244   |
| 2025-2026            | Burnley              | PL                   | 0          | 0          | FACup+CdL       | 0               | 0               | -                  | -                  | -                  | -           | -           | -           | 0      | 0      |
| Totale carriera      | Totale carriera      | Totale carriera      | 365        | -429       |                 | 32              | -35             |                    | 40                 | -58                |             | 1           | -1          | 436    | -522   |

### Cronologia presenze e reti in nazionale
| Cronologia completa delle presenze e delle reti in nazionale ― Slovacchia | Cronologia completa delle presenze e delle reti in nazionale ― Slovacchia | Cronologia completa delle presenze e delle reti in nazionale ― Slovacchia | Cronologia completa delle presenze e delle reti in nazionale ― Slovacchia | Cronologia completa delle presenze e delle reti in nazionale ― Slovacchia | Cronologia completa delle presenze e delle reti in nazionale ― Slovacchia | Cronologia completa delle presenze e delle reti in nazionale ― Slovacchia | Cronologia completa delle presenze e delle reti in nazionale ― Slovacchia |
| Data                                                                      | Città                                                                     | In casa                                                                   | Risultato                                                                 | Ospiti                                                                    | Competizione                                                              | Reti                                                                      | Note                                                                      |
| ------------------------------------------------------------------------- | ------------------------------------------------------------------------- | ------------------------------------------------------------------------- | ------------------------------------------------------------------------- | ------------------------------------------------------------------------- | ------------------------------------------------------------------------- | ------------------------------------------------------------------------- | ------------------------------------------------------------------------- |
| 23-5-2014                                                                 | Senec                                                                     | Slovacchia                                                                | 2 – 0                                                                     | Montenegro                                                                | Amichevole                                                                | -                                                                         | 46’                                                                       |
| 15-11-2016                                                                | Vienna                                                                    | Austria                                                                   | 0 – 0                                                                     | Slovacchia                                                                | Amichevole                                                                | -                                                                         | 46’                                                                       |
| 12-1-2017                                                                 | Abu Dhabi                                                                 | Svezia                                                                    | 6 – 0                                                                     | Slovacchia                                                                | Amichevole                                                                | -6                                                                        | cap.                                                                      |
| 10-6-2017                                                                 | Vilnius                                                                   | Lituania                                                                  | 1 – 2                                                                     | Slovacchia                                                                | Qual. Mondiali 2018                                                       | -1                                                                        |                                                                           |
| 1-9-2017                                                                  | Trnava                                                                    | Slovacchia                                                                | 1 – 0                                                                     | Slovenia                                                                  | Qual. Mondiali 2018                                                       | -                                                                         |                                                                           |
| 4-9-2017                                                                  | Londra                                                                    | Inghilterra                                                               | 2 – 1                                                                     | Slovacchia                                                                | Qual. Mondiali 2018                                                       | -2                                                                        |                                                                           |
| 5-10-2017                                                                 | Glasgow                                                                   | Scozia                                                                    | 1 – 0                                                                     | Slovacchia                                                                | Qual. Mondiali 2018                                                       | -1                                                                        |                                                                           |
| 8-10-2017                                                                 | Trnava                                                                    | Slovacchia                                                                | 3 – 0                                                                     | Malta                                                                     | Qual. Mondiali 2018                                                       | -                                                                         |                                                                           |
| 10-11-2017                                                                | Leopoli                                                                   | Ucraina                                                                   | 2 – 1                                                                     | Slovacchia                                                                | Amichevole                                                                | -1                                                                        | 46’                                                                       |
| 22-3-2018                                                                 | Bangkok                                                                   | Slovacchia                                                                | 2 – 1                                                                     | Emirati Arabi Uniti                                                       | Amichevole                                                                | -1                                                                        |                                                                           |
| 31-5-2018                                                                 | Trnava                                                                    | Slovacchia                                                                | 1 – 1                                                                     | Paesi Bassi                                                               | Amichevole                                                                | -1                                                                        |                                                                           |
| 9-9-2018                                                                  | Leopoli                                                                   | Ucraina                                                                   | 1 – 0                                                                     | Slovacchia                                                                | UEFA Nations League 2018-2019 - 1º turno                                  | -1                                                                        |                                                                           |
| 13-10-2018                                                                | Trnava                                                                    | Slovacchia                                                                | 1 – 2                                                                     | Rep. Ceca                                                                 | UEFA Nations League 2018-2019 - 1º turno                                  | -2                                                                        |                                                                           |
| 16-10-2018                                                                | Solna                                                                     | Svezia                                                                    | 1 – 1                                                                     | Slovacchia                                                                | Amichevole                                                                | -1                                                                        |                                                                           |
| 16-11-2018                                                                | Trnava                                                                    | Slovacchia                                                                | 4 – 1                                                                     | Ucraina                                                                   | UEFA Nations League 2018-2019 - 1º turno                                  | -1                                                                        |                                                                           |
| 19-11-2018                                                                | Praga                                                                     | Rep. Ceca                                                                 | 1 – 0                                                                     | Slovacchia                                                                | UEFA Nations League 2018-2019 - 1º turno                                  | -1                                                                        |                                                                           |
| 21-3-2019                                                                 | Trnava                                                                    | Slovacchia                                                                | 2 – 0                                                                     | Ungheria                                                                  | Qual. Euro 2020                                                           | -                                                                         |                                                                           |
| 24-3-2019                                                                 | Cardiff                                                                   | Galles                                                                    | 1 – 0                                                                     | Slovacchia                                                                | Qual. Euro 2020                                                           | -1                                                                        |                                                                           |
| 11-6-2019                                                                 | Baku                                                                      | Azerbaigian                                                               | 1 – 5                                                                     | Slovacchia                                                                | Qual. Euro 2020                                                           | -1                                                                        |                                                                           |
| 6-9-2019                                                                  | Trnava                                                                    | Slovacchia                                                                | 0 – 4                                                                     | Croazia                                                                   | Qual. Euro 2020                                                           | -4                                                                        |                                                                           |
| 9-9-2019                                                                  | Budapest                                                                  | Ungheria                                                                  | 1 – 2                                                                     | Slovacchia                                                                | Qual. Euro 2020                                                           | -1                                                                        |                                                                           |
| 10-10-2019                                                                | Trnava                                                                    | Slovacchia                                                                | 1 – 1                                                                     | Galles                                                                    | Qual. Euro 2020                                                           | -1                                                                        |                                                                           |
| 16-11-2019                                                                | Fiume                                                                     | Croazia                                                                   | 3 – 1                                                                     | Slovacchia                                                                | Qual. Euro 2020                                                           | -3                                                                        | 79’                                                                       |
| 19-11-2019                                                                | Trnava                                                                    | Slovacchia                                                                | 2 – 0                                                                     | Azerbaigian                                                               | Qual. Euro 2020                                                           | -                                                                         |                                                                           |
| 24-3-2021                                                                 | Nicosia                                                                   | Cipro                                                                     | 0 – 0                                                                     | Slovacchia                                                                | Qual. Mondiali 2022                                                       | -                                                                         |                                                                           |
| 6-6-2021                                                                  | Vienna                                                                    | Austria                                                                   | 0 – 0                                                                     | Slovacchia                                                                | Amichevole                                                                | -                                                                         |                                                                           |
| 14-6-2021                                                                 | San Pietroburgo                                                           | Polonia                                                                   | 1 – 2                                                                     | Slovacchia                                                                | Euro 2020 - 1º turno                                                      | -1                                                                        |                                                                           |
| 18-6-2021                                                                 | San Pietroburgo                                                           | Svezia                                                                    | 1 – 0                                                                     | Slovacchia                                                                | Euro 2020 - 1º turno                                                      | -1                                                                        | 76’                                                                       |
| 23-6-2021                                                                 | Siviglia                                                                  | Slovacchia                                                                | 0 – 5                                                                     | Spagna                                                                    | Euro 2020 - 1º turno                                                      | -5                                                                        | [ 29 ]                                                                    |
| 14-11-2021                                                                | Ta' Qali                                                                  | Malta                                                                     | 0 – 6                                                                     | Slovacchia                                                                | Qual. Mondiali 2022                                                       | -                                                                         |                                                                           |
| 17-11-2022                                                                | Podgorica                                                                 | Montenegro                                                                | 2 – 2                                                                     | Slovacchia                                                                | Amichevole                                                                | -2                                                                        |                                                                           |
| 20-11-2022                                                                | Bratislava                                                                | Slovacchia                                                                | 0 – 0                                                                     | Cile                                                                      | Amichevole                                                                | -                                                                         |                                                                           |
| 23-3-2023                                                                 | Trnava                                                                    | Slovacchia                                                                | 0 – 0                                                                     | Lussemburgo                                                               | Qual. Euro 2024                                                           | -                                                                         |                                                                           |
| 26-3-2023                                                                 | Bratislava                                                                | Slovacchia                                                                | 2 – 0                                                                     | Bosnia ed Erzegovina                                                      | Qual. Euro 2024                                                           | -                                                                         |                                                                           |
| 17-6-2023                                                                 | Reykjavík                                                                 | Islanda                                                                   | 1 – 2                                                                     | Slovacchia                                                                | Qual. Euro 2024                                                           | -1                                                                        |                                                                           |
| 20-6-2023                                                                 | Vaduz                                                                     | Liechtenstein                                                             | 0 – 1                                                                     | Slovacchia                                                                | Qual. Euro 2024                                                           | -                                                                         |                                                                           |
| 8-9-2023                                                                  | Bratislava                                                                | Slovacchia                                                                | 0 – 1                                                                     | Portogallo                                                                | Qual. Euro 2024                                                           | -1                                                                        |                                                                           |
| 11-9-2023                                                                 | Bratislava                                                                | Slovacchia                                                                | 3 – 0                                                                     | Liechtenstein                                                             | Qual. Euro 2024                                                           | -                                                                         |                                                                           |
| 13-10-2023                                                                | Porto                                                                     | Portogallo                                                                | 3 – 2                                                                     | Slovacchia                                                                | Qual. Euro 2024                                                           | -3                                                                        |                                                                           |
| 16-10-2023                                                                | Lussemburgo                                                               | Lussemburgo                                                               | 0 – 1                                                                     | Slovacchia                                                                | Qual. Euro 2024                                                           | -                                                                         |                                                                           |
| 16-11-2023                                                                | Bratislava                                                                | Slovacchia                                                                | 4 – 2                                                                     | Islanda                                                                   | Qual. Euro 2024                                                           | -2                                                                        | 88’                                                                       |
| 23-3-2024                                                                 | Bratislava                                                                | Slovacchia                                                                | 0 – 2                                                                     | Austria                                                                   | Amichevole                                                                | -2                                                                        |                                                                           |
| 9-6-2024                                                                  | Trnava                                                                    | Slovacchia                                                                | 4 – 0                                                                     | Galles                                                                    | Amichevole                                                                | -                                                                         |                                                                           |
| 17-6-2024                                                                 | Francoforte sul Meno                                                      | Belgio                                                                    | 0 – 1                                                                     | Slovacchia                                                                | Euro 2024 - 1º turno                                                      | -                                                                         |                                                                           |
| 21-6-2024                                                                 | Düsseldorf                                                                | Slovacchia                                                                | 1 – 2                                                                     | Ucraina                                                                   | Euro 2024 - 1º turno                                                      | -2                                                                        |                                                                           |
| 26-6-2024                                                                 | Francoforte sul Meno                                                      | Slovacchia                                                                | 1 – 1                                                                     | Romania                                                                   | Euro 2024 - 1º turno                                                      | -1                                                                        |                                                                           |
| 30-6-2024                                                                 | Gelsenkirchen                                                             | Inghilterra                                                               | 2 – 1 dts                                                                 | Slovacchia                                                                | Euro 2024 - Ottavi di finale                                              | -2                                                                        |                                                                           |
| 5-9-2024                                                                  | Tallinn                                                                   | Estonia                                                                   | 0 – 1                                                                     | Slovacchia                                                                | UEFA Nations League 2024-2025 - 1º turno                                  | -                                                                         | 90+5’                                                                     |
| 8-9-2024                                                                  | Košice                                                                    | Slovacchia                                                                | 2 – 0                                                                     | Azerbaigian                                                               | UEFA Nations League 2024-2025 - 1º turno                                  | -                                                                         |                                                                           |
| 16-11-2024                                                                | Solna                                                                     | Svezia                                                                    | 2 – 1                                                                     | Slovacchia                                                                | UEFA Nations League 2024-2025 - 1º turno                                  | -2                                                                        | 45+2’                                                                     |
| 20-3-2025                                                                 | Bratislava                                                                | Slovacchia                                                                | 0 – 0                                                                     | Slovenia                                                                  | UEFA Nations League 2024-2025 - Play-off                                  | -                                                                         |                                                                           |
| 23-3-2025                                                                 | Lubiana                                                                   | Slovenia                                                                  | 1 – 0 dts                                                                 | Slovacchia                                                                | UEFA Nations League 2024-2025 - Play-off                                  | -1                                                                        |                                                                           |
| 7-6-2025                                                                  | Candia                                                                    | Grecia                                                                    | 4 – 1                                                                     | Slovacchia                                                                | Amichevole                                                                | -4                                                                        |                                                                           |
| Totale                                                                    |                                                                           | Presenze                                                                  | 53                                                                        |                                                                           | Reti                                                                      | -60                                                                       |                                                                           |

## Palmarès

### Club

#### Competizioni nazionali
- Campionato slovacco: 2

Žilina: 2009-2010, 2011-2012
- Coppa di Slovacchia: 1

Zilina: 2011-2012
- Supercoppa di Slovacchia: 2

Žilina: 2010, 2012
- Coppa di Lega inglese: 2

Manchester United: 2022-2023
Newcastle: 2024-2025